# 大自然教室
《大自然教室》是中華電視公司自行製作的自然生態類兒童電視節目，製作人李蓉生。

## 節目簡介
《大自然教室》以一名真人主持人及電腦動畫台灣獼猴「毛毛」搭檔，以外景拍攝的方式介紹台灣的國家公園及台灣其他獨特的地理景觀。有時動植物、山、海等自然景觀也會利用特效，以擬人化方式演出。
《大自然教室》於1994年開播，即在該年華視獎中獲頒兒童節目獎、主持人獎、攝影獎、剪輯獎。

## 主題曲
主題曲《大自然的奇妙》，由李蓉生作詞、符爽作曲、華視大樂隊伴奏。

## 外部連結
- 華視文化公司- 大自然教室
- 數位典藏與數位學習 大自然教室（页面存档备份，存于）（含各集標題與簡介）